# Gabriël Metsu

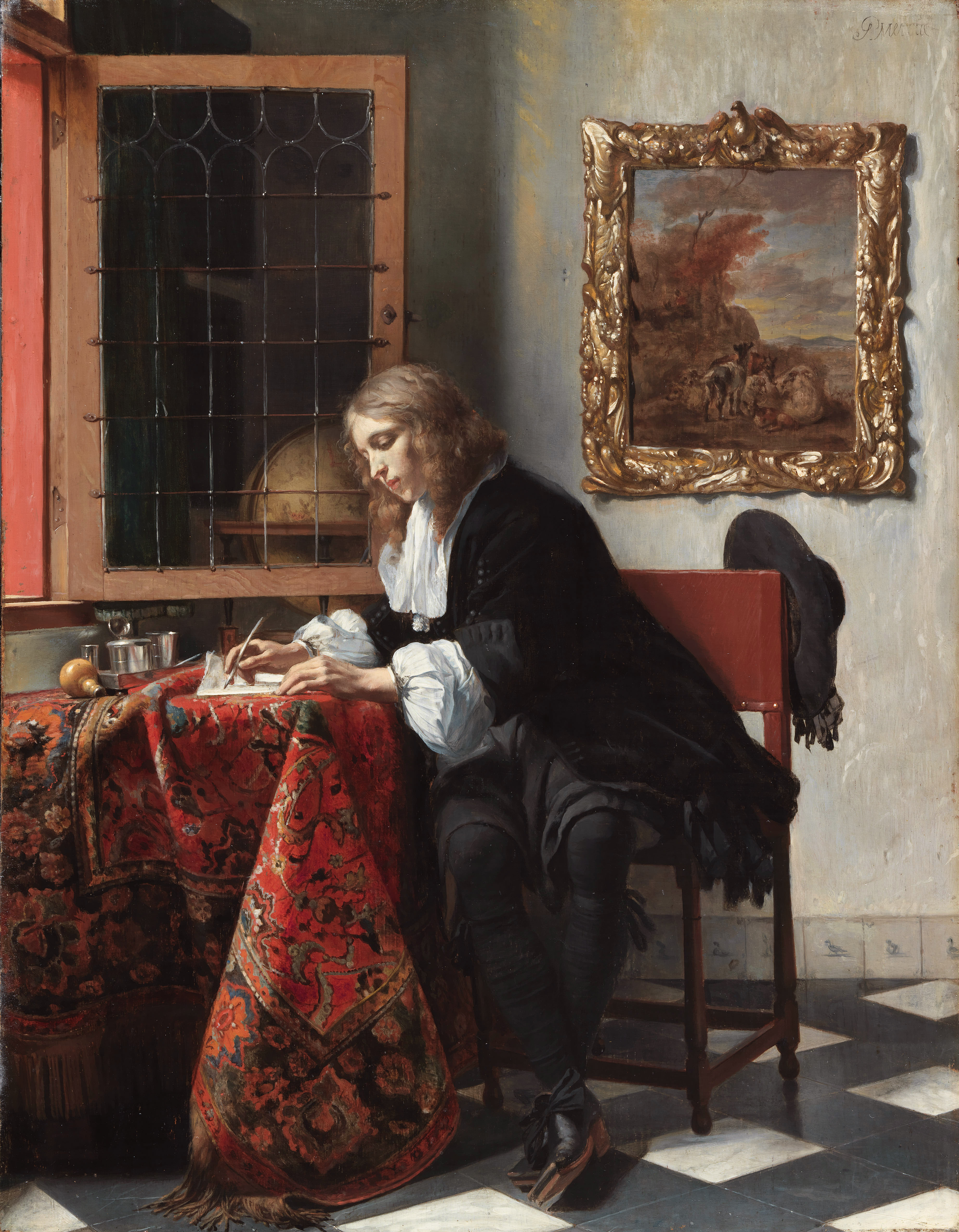
Fragment obrazu Gabriëla Metsu Mężczyzna piszący list i Kobieta czytająca list

Gabriël Metsu (ur. styczeń 1629 w Lejdzie, poch. 24 października 1667 w Amsterdamie) – holenderski malarz barokowy.

## Życiorys
Urodził się w rodzinie flamandzkiego malarza Jacques’a Metsu (około 1588–1629). Jego pierwszym nauczycielem był ojciec, później prawdopodobnie Gerard Dou (1613–1675). W 1648 został odnotowany jako jeden z pierwszych członków gildii św. Łukasza w Lejdzie. W 1657 przeniósł się do Amsterdamu, gdzie mieszkał i pracował do końca życia. Pochowany 24 października 1667 w amsterdamskim Nieuwe Kerk.
Metsu malował głównie sceny rodzajowe, zwykle we wnętrzach, ponadto portrety, sceny z targowisk i tematy religijne. Artysta działał pod wpływem wielu twórców, w jego pracach można dostrzec wpływy między innymi Nicolausa Knüpfera i Jana Steena, a także twórców z kręgu Gerarda ter Borcha i Jana Vermeera. Mimo licznych inspiracji Metsu wypracował własny styl, odznaczający się drobiazgowym oddaniem szczegółów, starannym operowaniem światłem i ukrytym erotyzmem.
Do jego uczniów należeli m.in. Joost van Geel i Michiel van Musscher.

## Wybrane prace
- Prządka – 1645, Ermitaż, Petersburg
- Palacz – 1652, 24 × 21 cm. – Muzeum Narodowe w Warszawie, strata wojenna odzyskana w 1994
- Praczka –  23,9 × 21 cm – Pałac Na Wyspie, Warszawa, odzyskana strata wojenna[2]
- Żołnierz i młoda kobieta – Luwr, Paryż
- Kobieta chora na wodną puchlinę – Londyn
- Martwy kogut 1659–1660, Prado, Madryt
- Chore dziecko –  około 1660, olej na płótnie 32,2 × 27,2 cm, Rijksmuseum, Amsterdam
- Wizyta u położnicy – 1661, Nowy Jork
- Mężczyzna piszący list i Kobieta czytająca list  1662–1665, olej na desce, 52,5 × 40,2 cm National Gallery of Ireland, Dublin